# Sac de Prato
Pour les articles homonymes, voir Prato (homonymie).

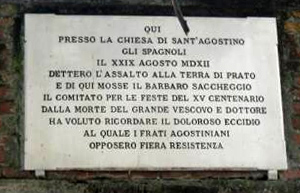
Plaque commémorative du sacco di Prato.

Sac de Prato est un terme qui définit le saccage et le pillage par l'armée espagnole de la ville de Prato en Toscane du 29 août au 19 septembre 1512.

## Histoire
Dans les années 1510, l'armée de la Couronne d'Aragon fait partie de la Ligue catholique. Elle fait donc marche vers la ville de Florence sur instruction du pape Jules II afin d'y restaurer la famille Médicis. Entre le 29 août jusqu'au 19 septembre 1512, elle assiège la ville de Prato qui se trouve sur sa route. En effet, le 29 août 1512, l'armée espagnole sous les ordres de Raimond de Cardona attaque Prato et après une lutte acharnée prend la ville et la saccage en la pillant et en tuant les civils. Environ 6 000 habitants périssent tandis que d'autres sont violentés et emmenés comme prisonniers. Ce fait est le prélude de ce qui va déterminer le destin d'une des plus riches et puissantes républiques italiennes du XVIe siècle avec le retour de la dynastie des Médicis à Florence qui, ne voulant pas subir le même sort, ouvre ses portes.